# Qinling-Panda
Der Qinling-Panda (Ailuropoda melanoleuca qinlingensis) ist eine Unterart des Großen Pandas und neben der Nominatform dessen zweite rezente und anerkannte Unterart. DNA-Evidenz sowie morphologische Merkmale deuten darauf hin, dass diese Unterart mindestens vor etwa 10.000 Jahren, nach einigen Quellen sogar bereits vor etwa 300.000 Jahren von den Populationen der Nominatform getrennt wurde.

## Merkmale
Der Qinling-Panda ähnelt der Nominatform (Ailuropoda m. melanoleuca), unterscheidet sich von dieser jedoch durch die geringere Schädelgröße, größere Molaren und eine andere Fellfarbe. Ihre Brust ist dunkelbraun. Der Bauch ist im Normalfall einheitlich braun, wobei es bei einigen Individuen vorkommen kann, dass die Bauchhaare nur braune Spitzen besitzen, während die Haarbasen weiß sind.

## Verbreitung
Die Unterart ist ausschließlich an den südlichen Abhängen des Qin-Ling-Gebirges in der Provinz Shaanxi in Höhen zwischen 1300 und 3000 Metern zu finden.

## Lebensweise
Wie auch die Nominatform ernähren sich Qinling-Pandas zu 99 Prozent von Bambus. Zwischen Juni und September halten sich die Tiere meist in Höhen über 2200 Metern auf, wo die Bambusart Fargesia qinlingensis als einzige Nahrungsquelle dient. Im Herbst migrieren Qinling-Pandas meist in tiefergelegene Regionen, wo sich die Tiere vor allem vom Chinesischen Bergbambus (Arundinaria fargesii) ernähren.

## Bestand und Gefährdung
Die Zahl der noch in den Qin-Ling-Bergen lebenden Exemplare liegt unter 350. 2001 wurde die Zahl sogar auf nur noch ungefähr 100 freilebende Individuen geschätzt.
Aufgrund der eingeschränkten Verbreitung der Population ist die Unterart Metallen wie Kupfer, Nickel, Blei und Zink in hohen Konzentration ausgesetzt, die aufgrund der anhaltenden Umweltverschmutzung in der Volksrepublik China jetzt in Bambus und Boden vorhanden sind. Studien haben insbesondere gezeigt, dass die Qinling-Unterart solchen anthropogenen Bedrohungen so direkt ausgesetzt ist, da hohe Metallkonzentrationen in Bambus und Böden mit hohen Lagen korrelieren, wodurch die Qinling-Bergkette zunehmend betroffen ist. Hinzu kommt eine zunehmende Gefährdung durch Chlorkohlenwasserstoffe. Daher könnte die Erhaltung der Qinling-Pandas in Zukunft aufgrund der Luftverschmutzung in China gefährdet sein.
Ein weiterer für das Überleben dieser Unterart essentieller Faktor ist Zahnhygiene. Qinling-Pandas haben eine hohe Zahnabnutzung und sind häufig mit Zahnfrakturen konfrontiert. Diese Faktoren können die Überlebensrate dieser Unterart entscheidend beeinträchtigen.
Wie auch die Nominatform ist der Qinling-Panda Wirt einiger Parasiten. Die Zeckenart Haemaphysalis flava wurde im Fell mehrerer Individuen identifiziert. Ob diese jedoch als potenzieller Krankheitsüberträger eine Bedrohung der Population darstellen kann, ist noch unklar.